# 奔爱
《奔爱》（英語：Run for Love，又名《在世界的中心呼唤爱》、《爱，无处不在》），由五位导演共同执导的一部中国爱情电影，张一白、管虎、张猛、滕华涛、高群书分别执导其中一个单元，五个单元取景地分别为日本、土耳其、美国、挪威、塞班岛。

## 剧情
五位导演讲述各自心目中与爱有关的故事，影片拍摄取景地遍布亚洲、欧洲、美洲，有日本小樽、土耳其欧亚大桥、美国66号公路、挪威阳光小镇、塞班岛马里亚纳海沟，演绎前所未见的“浪漫爱情”。
蘇樂琪（章子怡 飾）和壽司師傅馮裕健（彭于晏 飾）相遇於日本小樽，剛分手的樂琪能否治愈情傷？矛盾重重的夫妻周宏毅（張譯 飾）和唐靜（梁靜 飾）帶著女兒彤彤（李一情 飾）遊覽伊斯坦布爾，女兒的走失讓小夫妻意識到彼此的珍貴。假結婚的陸傑（王千源 飾）和關月（吳莫愁 飾）絕症面前開始了美國66號公路的“逃亡”之旅，假夫妻的真戀愛讓人唏噓。為了治愈情傷來到挪威尤坎小鎮的莉莉（陳妍希 飾），猶如挪威寒冬般塵封的心能否被一縷人造陽光所溫暖？回到愛情開始的塞班島去結束愛情的葉依依（佟麗婭 飾），如何面對丈夫的情人白茄子（周冬雨 飾）的糾纏？

## 主创
| 取景地 | 导演   | 演员                | 角色   | 简介       |
| 日本   | 张一白 | 章子怡              | 苏乐琪 | 公司职员   |
| 日本   | 张一白 | 彭于晏              | 冯裕健 | 寿司店学徒 |
| 土耳其 | 管 虎  | 张 译               | 周宏毅 | 教育局干部 |
| 土耳其 | 管 虎  | 梁 静               | 唐静   | 银行行长   |
| 美国   | 张 猛  | 王千源              | 陆杰   |            |
| 美国   | 张 猛  | 吴莫愁              | 关月   | 推销员     |
| 挪威   | 滕华涛 | 陈妍希              | 莉莉   | 养老院护工 |
| 挪威   | 滕华涛 | 塞巴斯蒂安·斯蒂加尔 |        |            |
| 塞班岛 | 高群书 | 佟丽娅              | 叶依依 | 女明星     |
| 塞班岛 | 高群书 | 周冬雨              | 白茄子 | 少女       |

## 宣传
2015年10月15日在北京举行发布会，高群书、张一白、张猛、管虎、滕华涛五位导演出席，曝光了六张概念海报，并宣布定档2016年1月15日。
11月15日在北京举行“恋爱卧谈会”主题发布会，主演周冬雨、陈妍希、梁静与吴莫愁出席，全部身着睡衣亮相，大聊对爱情的见解。
12月9日推出推出全阵容“纯爱”版海报及同主题预告，并宣布改档2016年情人节（2月14日）。22日曝光章子怡与张一白导演面对面对话的“前任”特辑，27日推出佟丽娅周冬雨百合恋“真爱”特辑。
2016年1月6日发布主题曲MV《谢谢》，由汪峰创作词曲并演唱。
1月10日下午在北京举行推介会，导演管虎、张一白、高群书、滕华涛携主演周冬雨、梁静、王千源、吴莫愁亮相，分享了各自执导或主演的爱情故事段落。
1月22日发布“红运当道”版关系海报。
1月28日发布终极预告和“相偎相依”版情侣海报。
1月29日在北京举行首映礼，导演张一白、管虎、滕华涛、高群书携主演彭于晏、陈妍希、张译、梁静、王千源亮相。李玉导演、宋佳、于和伟、“筷子兄弟”肖央和王太利、热依扎、主持人魏巍、佟晨洁等也捧场助阵。
另外，片方还组织了多场路演，即“新年送爱会”，吴莫愁（1月14日哈尔滨、1月23日无锡、1月24日成都）、王千源（1月17日太原）、陈妍希（1月20日广州、1月22日厦门）分别参加了活动。

## 花絮
制片人徐闻讲述了《奔爱》定名的趣闻：因为每个人心目当中对爱的定义都各不相同，所以正式定名《奔爱》之前，整个团队曾经前前后后进行了几十次的片名筛选，落选的片名数量之多甚至可以去申请吉尼斯世界纪录。

## 相关
本片上映后，一名女同性恋者在新浪微博上发起“万名女同性恋抵制《奔爱》”的话题，称片方利用了拉拉对于同性恋电影的渴望，在电影的前期宣传中对观众进行了误导和欺骗，本片并没有真正的LGBT题材内容。